# Hubbs-Schnabelwal

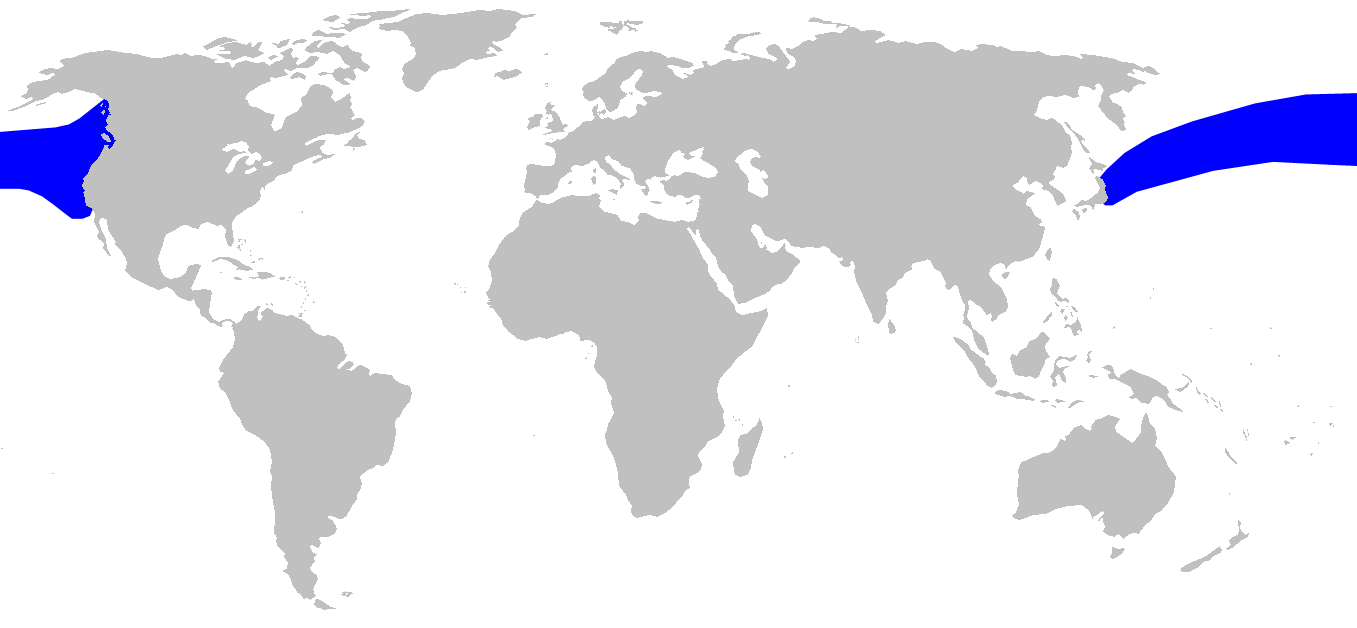
Verbreitungsgebiet des Hubbs-Schnabelwales.

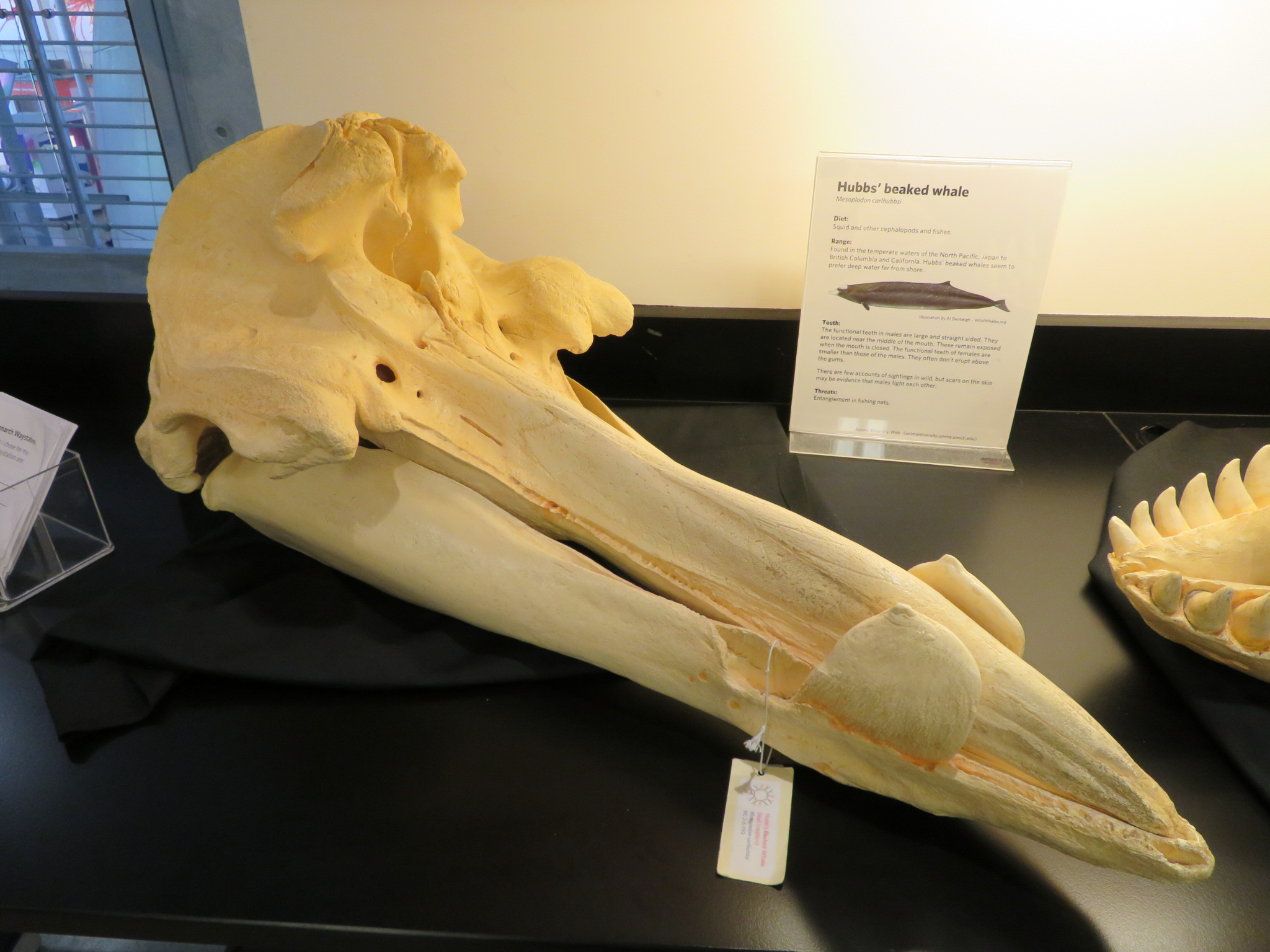
Schädel von Hubbs-Schnabelwal

Der Hubbs-Schnabelwal (Mesoplodon carlhubbsi) gehört zur Gattung der Zweizahnwale (Mesoplodon) innerhalb der Familie der Schnabelwale (Ziphiidae). Die Art wurde 1963 beschrieben und nach dem US-amerikanischen Meeresbiologen Carl Hubbs benannt.
Hubbs-Schnabelwale leben im nördlichen Pazifik zwischen dem 30. und 50. Breitengrad. Strandungen sind von den Küsten Japans, Kanadas und den USA belegt, auch eine Sichtung lebender Tiere auf hoher See ist bekannt. Die Männchen dieser Walart sind einheitlich dunkelgrau bis schwarz gefärbt, nur die leicht gewölbte Stirn und die Schnauze sind weiß. Weibchen und Jungtiere sind heller und haben eine weißliche Unterseite. Bei den Männchen ragen darüber hinaus zwei Zähne des Unterkiefers aus dem hinteren Teil der Schnauze. Diese Tiere erreichen eine Maximallänge von 5,3 Metern und ein Gewicht von bis zu 1500 kg.
Diese Wale sind Bewohner des offenen Meeres und kommen selten in die Nähe der Küsten. Zahlreiche Narben am Rücken und an den Flanken der männlichen Tiere deuten auf ausgeprägte Rivalenkämpfe hin. Wie die meisten anderen Zweizahnwale dürften sie in Paaren oder kleinen Gruppen zusammenleben und lange und tief tauchen. Ihre Nahrung besteht zum überwiegenden Teil aus Tintenfischen.
Sehr wenige Exemplare dieser Walart werden von japanischen Walfängern gejagt, aufgrund ihres seltenen Auftretens spielten sie in diesem Wirtschaftszweig nie eine große Rolle. Angaben über Population oder Gefährdung lassen sich aufgrund der zurückgezogenen Lebensweise nicht machen, Hubbs-Schnabelwale gelten jedoch als selten.